# Trybliographa melanoptera
Trybliographa melanoptera är en stekelart som först beskrevs av Hartig 1843.  Trybliographa melanoptera ingår i släktet Trybliographa, och familjen glattsteklar. Arten är reproducerande i Sverige.